# 放手去爱 (席琳·迪翁专辑)
《放手去爱》是加拿大歌手席琳·迪翁的法语专辑，由哥伦比亚唱片于2012年11月2日发行。专辑一共收录主要由Jacques Veneruso，David Gategno和Scott Price制作的16首歌曲。首张单曲〈对父亲说〉于2012年7月2日发行。
音乐评论家对这张专辑给出了趋向积极正面的评价。获得法國唱片出版業公會钻石认证，及3次加拿大音乐协会白金认证。